# Vi Redd
Elvira "Vi" Redd (Los Ángeles, 20 de septiembre de 1928) es una saxofonista alto de jazz, vocalista y educadora estadounidense. Su carrera se extendió por seis décadas y durante aquel periodo tocó junto a artistas como Count Basie, Rahsaan Roland Kirk, Linda Hopkins, Marian McPartland y Dizzy Gillespie.

## Biografía
Nació en Los Ángeles, hija de Alton Redd, baterista de jazz de Nueva Orleans y cofundador del Clef Club, y de Mattie Thomas. Su padre, una de las principales figuras de la escena del jazz de Central Avenue, ejerció una gran influencia en sus años de formación. Otra importante mentora musical fue su tía abuela paterna Alma Hightower.
Tras trabajar para el Consejo de Educación de 1957 a 1960, Redd volvió al jazz. Tocó en Las Vegas en 1962, hizo una gira con Earl Hines en 1964 y dirigió un grupo en San Francisco a mediados de la década de 1960 con su marido, el batería Richie Goldberg. Durante esta época, Redd también trabajó con Max Roach. Mientras estuvo en activo, realizó giras por Japón, Londres (incluyendo una estancia sin precedentes de 10 semanas en Ronnie Scott's), Suecia, España y París. En 1969 se instaló en Los Ángeles, donde tocó a nivel local mientras trabajaba como educadora. Grabó álbumes para las discográficas United Artists (1962) y Atco Records (1962-63). En su álbum de 1963, Lady Soul, aparecen muchas figuras destacadas del jazz de la época, como Bill Perkins, Jennell Hawkins, Barney Kessel, Leroy Vinnegar, Leroy Harrison, Dick Hyman, Paul Griffin, Bucky Pizzarelli, Ben Tucker y Dave Bailey. Las notas del disco fueron realizadas por Leonard Feather.
Se graduó de la Universidad Estatal de California, Los Ángeles, y obtuvo un certificado de enseñanza de la Universidad del Sur de California. A su regreso a Los Ángeles, enseñó y dio conferencias durante muchos años. A finales de la década de 1970 formó parte del panel de asesores musicales del National Endowment for the Arts. En 1989 recibió el Lifetime Achievement Award de la Los Angeles Jazz Society. En 2001 recibió el Mary Lou Williams Women in Jazz Award del Centro John F. Kennedy para las Artes Escénicas.

## Discografía
- Bird Call (United Artists, 1962)
- Lady Soul (Atco, 1963)
- Now's the Time, con Marian McPartland, Mary Osborne (Halcyon, 1977)